# Jacques-Édouard Gatteaux

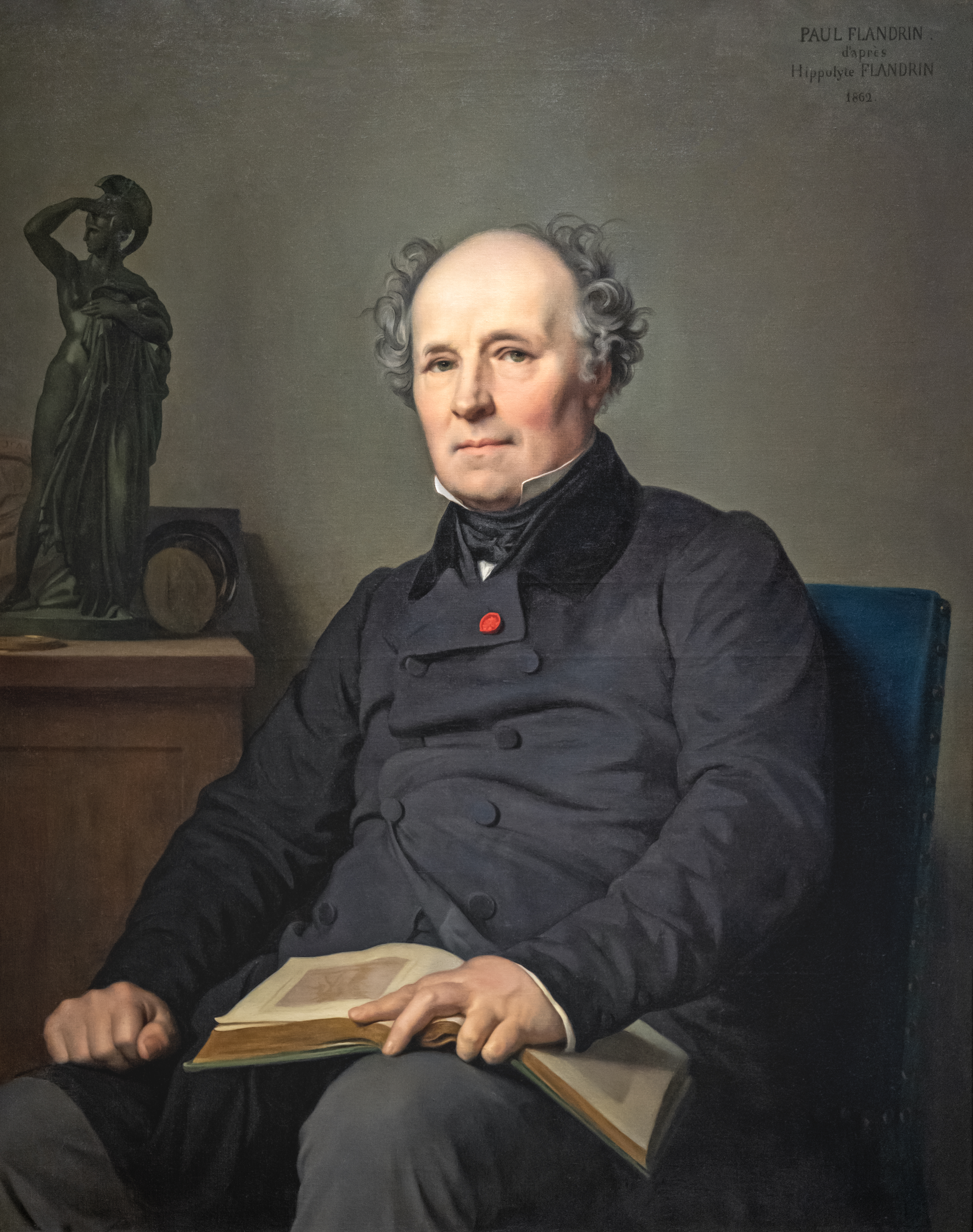
Porträtt av Édouard Gatteaux av Paul Flandrin

Jacques-Édouard Gatteaux, född 4 november 1788, död 9 februari 1881, var en fransk skulptör, son och lärjunge till medaljgravören Nicolas-Marie Gatteaux.
Gatteaux blev 1845 medlem av Franska institutet. Han utförde porträttbyster och statyer samt medaljer. Hans rika konstsamlingar gick till en del förlorade under kommunupproret 1871.

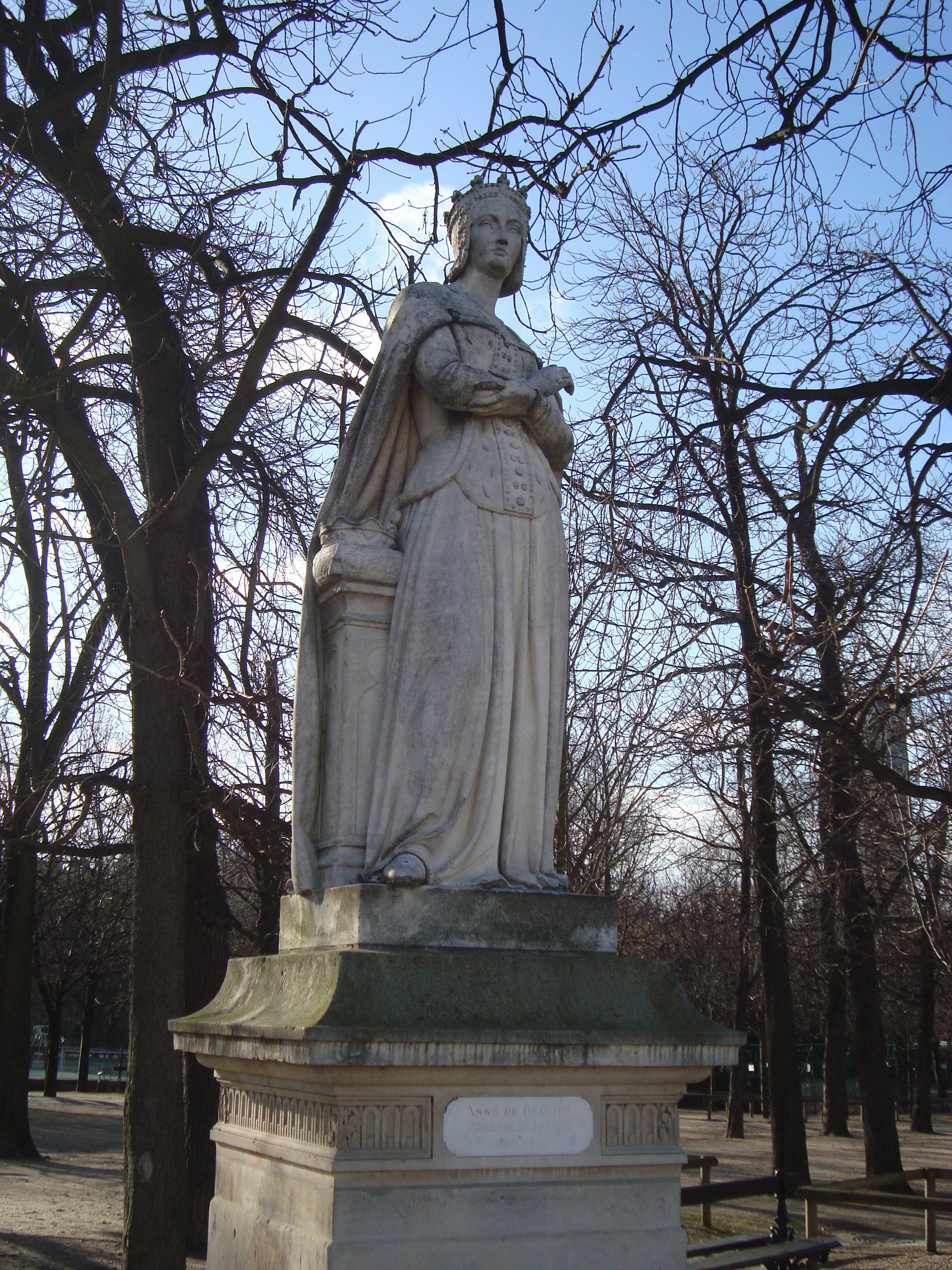
Staty av Anne de Beaujeu i serien Reines de France et Femmes illustres i Luxembourgträdgården.